# Élection présidentielle libanaise de 2014-2016
L'élection présidentielle libanaise de 2014-2016 a lieu à partir du 23 avril 2014 afin d'élire le président de la République libanaise. Le président sortant Michel Sleiman, dont le mandat de six ans a pris fin le 25 mai 2014, n'est pas éligible à sa réélection immédiate. 
Après 45 sessions parlementaires, infructueuses en raison de l'absence du quorum des deux tiers des députés requis provoqué par le boycott du Hezbollah et du Courant patriotique libre (CPL) menée par Michel Aoun, ce dernier est finalement élu le 31 octobre 2016 à la suite d'un accord avec Saad Hariri, qui devient Président du Conseil des ministres. 
La fonction présidentielle, vacante entre le 25 mai 2014 et le 31 octobre 2016, soit pendant 891 jours, a été exercée collectivement par le conseil des ministres, ce qui a contribué à la paralysie institutionnelle du pays. Il s'agit également de la deuxième vacance consécutive depuis 2007.

## Contexte
La précédente élection en 2008 avait vu l'élection de Michel Sleiman après le 23e tour, dans un contexte de violentes tensions dans le pays.

## Système électoral
Le président de la République libanaise est élu pour un mandat de six ans — non renouvelable de manière consécutive — au suffrage indirect et secret par un collège électoral composé des 128 membres de la Chambre des députés,.
Le système électoral utilisé est un scrutin uninominal majoritaire à plusieurs tours. Pour l'emporter, un candidat doit réunir au premier tour la majorité qualifiée des deux tiers de l'ensemble des membres du collèges, soit 86 voix. À défaut, un second tour est organisé. Est alors élu le candidat qui remporte les voix de la majorité absolue des membres, soit 65 voix. Si besoin, des tours supplémentaires sont réitérés jusqu'à ce qu'un candidat atteigne cette majorité,.
La majorité des deux tiers exigée au premier tour fait également de facto office de quorum de participation, le scrutin ne pouvant se tenir si moins des deux tiers des membres de la chambre sont présents.
En accord avec la constitution de 1926, un candidat à la présidence doit répondre aux mêmes qualifications d'un membre du parlement : posséder la citoyenneté libanaise et être âgé d'au moins vingt et un ans. Le président ne peut se porter candidat à sa réélection que passée une période de six ans suivant la fin de son mandat. Il n'y a pas de limite du nombre total de mandats.
L'élection est organisée entre soixante et trente jours avant la fin du mandat du président sortant sur convocation du président de la Chambre des députés, ou dix jours avant si ce dernier ne procède pas à cette convocation. La chambre est par ailleurs immédiatement convoquée en cas de vacance de la présidence en cours de mandat.

### Pacte national
L'accès à la présidence libanaise est soumise à une entente officieuse connue sous le nom de Pacte national. Convenu en 1943, ce dernier la limite aux seuls membres de la foi chrétienne maronite. 
Absent de la constitution, le Pacte national est basé sur un accord officieux conclu en 1943 entre le président chrétien maronite Bechara El Khoury et son premier ministre sunnite Riad Al Solh lors de l'accession du Liban à l'indépendance vis à vis de la France. Le pacte stipule que le président de la République doit être un chrétien maronite, le Président du Conseil des ministres un musulman sunnite et le président de la Chambre des députés un musulman chiite.  

### Composition du collège électoral
| Président : Nabih Berri | Président : Nabih Berri |
| ----------------------- | ----------------------- |
| Députés                 | 128                     |
| Quorum                  | 86                      |
| Majorité absolue        | 65                      |

## Déroulement
Un premier tour se déroule le 23 avril 2014 mais aucune majorité ne se dégage. Samir Geagea (Forces libanaises) obtient 48 voix, Henry Hélou (Parti socialiste progressiste) 16 voix et Amine Gemayel (Phalanges libanaises) 1 voix, avec 52 bulletins blancs et 7 bulletins annulés.
Par la suite, le quorum requis n'est pas atteint en raison du boycott des 20 députés du groupe parlementaire mené par Michel Aoun et les 13 députés du Hezbollah. Cette situation se répète sur un total de 45 sessions parlementaires organisées tout au long des deux années suivantes,.

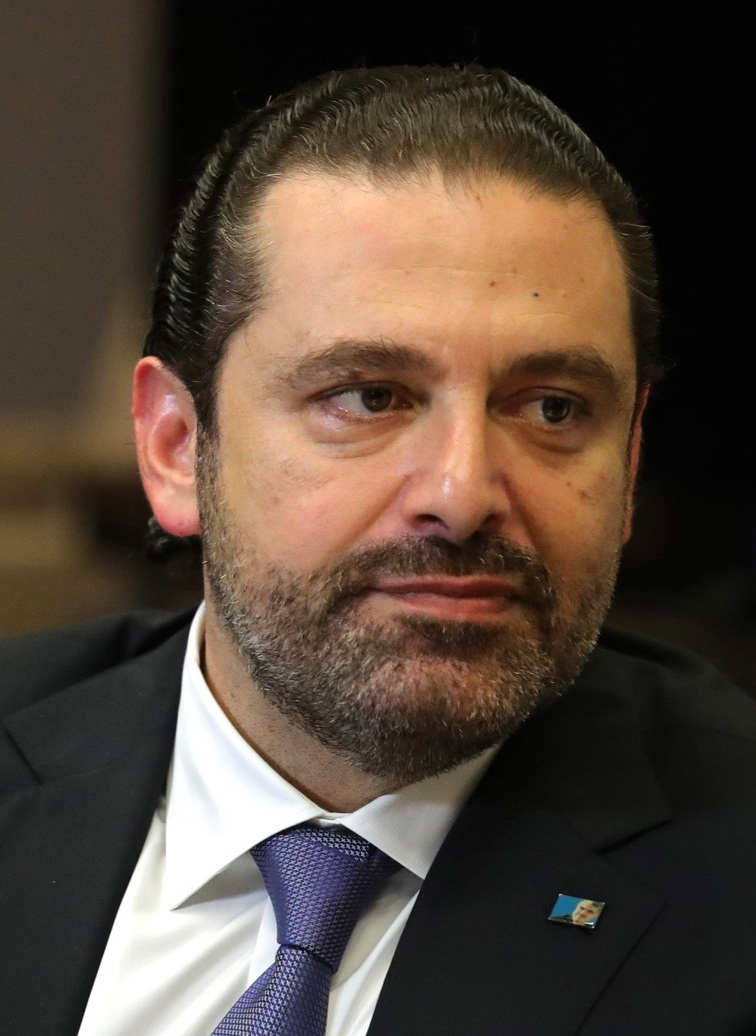
Saad Hariri

Un accord est finalement trouvé fin 2016 sur la candidature de Michel Aoun. L'accord est rendu possible par le rapprochement de ce dernier, chrétien maronite à la tête du Courant patriotique libre (CPL), avec Saad Hariri, musulman sunnite fils de l’ancien premier ministre Rafiq Al-Hariri assassiné en 2005. Jusqu'alors irréconciliable, les deux hommes s'accordent sur l'élection d'Aoun à la présidence de la république en échange de la nomination d'Hariri à la Présidence du Conseil des ministres.
La chambre est à nouveau convoquée le 31 octobre 2016 pour une 46e session, et la majorité élit Michel Aoun à la présidence de la République. Le total de députés étant descendu entretemps à 127 à la suite de la démission d'un député, la majorité des deux tiers est de 86 voix, et celle absolue de 64 voix. Le premier tour voit Aoun échouer de 2 voix à obtenir la majorité des deux tiers. Les deux tours suivants sont invalidés en raison d'un total de 128 bulletins de votes pour 127 inscrits, ce qui amène le deuxième tour — cette fois ci validé — qui s'ensuit à être organisé en plaçant l'urne sous la surveillance de deux députés. Tous les députés sont présents lors du second tour de cette 46ème session parlementaire, qui voit l'emporter Michel Aoun avec 83 voix,.

## Résultats

### Tours des 45 premières sessions parlementaires
| Candidats                | Candidats                | Partis                   | 1er tour | 1er tour | Sessions suivantes | Sessions suivantes |
| Candidats                | Candidats                | Partis                   | Voix     | %        | Voix               | %                  |
| ------------------------ | ------------------------ | ------------------------ | -------- | -------- | ------------------ | ------------------ |
|                          | Samir Geagea             | FL                       | 48       | 73,85    | Quorum non atteint | Quorum non atteint |
|                          | Henry Hélou              | PSP                      | 16       | 24,61    | Quorum non atteint | Quorum non atteint |
|                          | Amine Gemayel            | PL                       | 1        | 1,54     | Quorum non atteint | Quorum non atteint |
|                          |                          |                          |          |          | Quorum non atteint | Quorum non atteint |
| Majorité requise         | Majorité requise         | Majorité requise         | 87 voix  | 87 voix  | Quorum non atteint | Quorum non atteint |
|                          |                          |                          |          |          | Quorum non atteint | Quorum non atteint |
| Votes valides            | Votes valides            | Votes valides            | 65       | 52,42    | Quorum non atteint | Quorum non atteint |
| Votes blancs             | Votes blancs             | Votes blancs             | 52       | 41,93    | Quorum non atteint | Quorum non atteint |
| Votes nuls               | Votes nuls               | Votes nuls               | 7        | 5,65     | Quorum non atteint | Quorum non atteint |
| Total                    | Total                    | Total                    | 124      | 100      | Quorum non atteint | Quorum non atteint |
| Abstention               | Abstention               | Abstention               | 4        | 3,12     | Quorum non atteint | Quorum non atteint |
| Inscrits / participation | Inscrits / participation | Inscrits / participation | 128      | 96,88    | Quorum non atteint | Quorum non atteint |

### Tours de la46esession parlementaire
| Candidats                | Candidats                | Partis                   | 1er tour | 1er tour | (2e tour)     | (2e tour)     | (2e tour)     | (2e tour)     | 2e tour | 2e tour |
| Candidats                | Candidats                | Partis                   | Voix     | %        | Voix          | %             | Voix          | %             | Voix    | %       |
| ------------------------ | ------------------------ | ------------------------ | -------- | -------- | ------------- | ------------- | ------------- | ------------- | ------- | ------- |
|                          | Michel Aoun              | CPL                      | 84       | 98,82    | Tour invalidé | Tour invalidé | Tour invalidé | Tour invalidé | 83      | 98,81   |
|                          | Gilberte Zouein          | SE                       | 1        | 1,18     | Tour invalidé | Tour invalidé | Tour invalidé | Tour invalidé |         |         |
|                          | Sethrida Geagea          | FL                       |          |          | Tour invalidé | Tour invalidé | Tour invalidé | Tour invalidé | 1       | 1,19    |
|                          |                          |                          |          |          |               |               |               |               |         |         |
| Majorité requise         | Majorité requise         | Majorité requise         | 86 voix  | 86 voix  | 64 voix       | 64 voix       | 64 voix       | 64 voix       | 64 voix | 64 voix |
|                          |                          |                          |          |          |               |               |               |               |         |         |
| Votes valides            | Votes valides            | Votes valides            | 85       | 66,93    |               |               |               |               | 84      | 66,14   |
| Votes blancs             | Votes blancs             | Votes blancs             | 36       | 28,35    | 36            | 28,35         |               |               |         |         |
| Votes nuls               | Votes nuls               | Votes nuls               | 6        | 4,72     | 7             | 5,51          |               |               |         |         |
| Total                    | Total                    | Total                    | 127      | 100,00   | 128           | 100,00        | 128           | 100,00        | 127     | 100,00  |
| Abstention               | Abstention               | Abstention               | 0        | 0,00     | 0             | 0,00          | 0             | 0,00          | 0       | 0,00    |
| Inscrits / participation | Inscrits / participation | Inscrits / participation | 127      | 100,00   | 127           | 100,78        | 127           | 100,78        | 127     | 100,00  |

## Suites

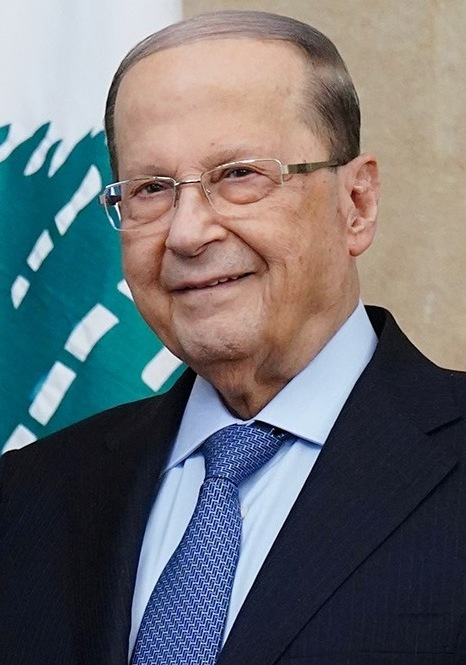
Michel Aoun

L'élection de Michel Aoun est accueillie avec un grand soulagement par la population, de nombreux coups de klaxons de voitures marquent la nouvelle et des feux d'artifice sont même lancés au soir du scrutin dans plusieurs régions du pays.
La vacance de la fonction présidentielle aura duré du 25 mai 2014 au 31 octobre 2016, soit pendant 891 jours. La période d'intérim, exercé collectivement par le Conseil des ministres, a grandement contribué à la paralysie institutionnelle du pays.
Saad Hariri devient président du Conseil le 18 décembre 2016.